# دونگ‌یانگ
دونگ‌یانگ (به چینی: 东阳) شهری در جمهوری خلق چین است که در جینهوا در استان چجیانگ واقع شده‌است.

## ویژگی‌ها
دونگ‌یانگ ۱٬۷۴۴٫۰۵ کیلومترمربع مساحت و ۸۰۴٬۳۹۸ نفر جمعیت دارد.